# Yvonne McGregor
Yvonne McGregor (MBE) (Wibsey, City of Bradford, West Yorkshire, 9 d'abril de 1961) va ser una ciclista britànica especialista en persecució. Campiona del món un cop, també va aconseguir una medalla als Jocs Olímpics de Sydney.
El 2002 va ser guardonada amb l'Orde de l'Imperi Britànic.

## Palmarès en pista
- 1994
  - Medalla d'or als Jocs de la Commonwealth en puntuació
  -  Campiona nacional en Persecució
- 1998
  -  Campiona nacional en Persecució
- 1999
  -  Campiona nacional en Persecució
- 2000
  -  Medalla de bronze als Jocs Olímpics de Sydney en Persecució
  -  Campiona del món de persecució
  -  Campiona nacional en Persecució

### Resultats a laCopa del Món
- 1997
  - 1a a Atenes, en Persecució

## Palmarès en ruta
- 1997
  - 1a a la Volta a Navarra i vencedora de 2 etapes
- 2001
  -  Campiona del Regne Unit en contrarellotge